# Pablo Carreño
Pablo Carreño Busta (Gijón, Asturias, 12 de julio de 1991) es un tenista profesional español, medallista de bronce en los Juegos Olímpicos de Tokio 2020. El 11 de septiembre de 2017 entró en el Top 10 del ranking mundial tras alcanzar las semifinales del Abierto de Estados Unidos, instancia que también alcanzó en 2020. Los logros más importantes de su carrera son el título del Masters de Canadá en 2022 y la medalla de bronce en los Juegos Olímpicos de Tokio 2020.

## Carrera

### Juniors
Se formó como tenista en el Real Grupo de Cultura Covadonga de Gijón (Asturias) España antes de incorporarse a su actual club, el Real Club de Tenis Barcelona de Barcelona, España. A los 15 años de edad.
Carreño llegó al puesto n.º 6 en el ranking mundial junior combinado en el mes de febrero del año 2009.
Resultados en Grand Slam en Junior:
Abierto de Australia: Primera ronda en (2009)
Torneo de Roland Garros: Segunda ronda en (2009)
Campeonato de Wimbledon: -
Abierto de Estados Unidos: Primera ronda en (2008)

## Trayectoria

### 2011-2014

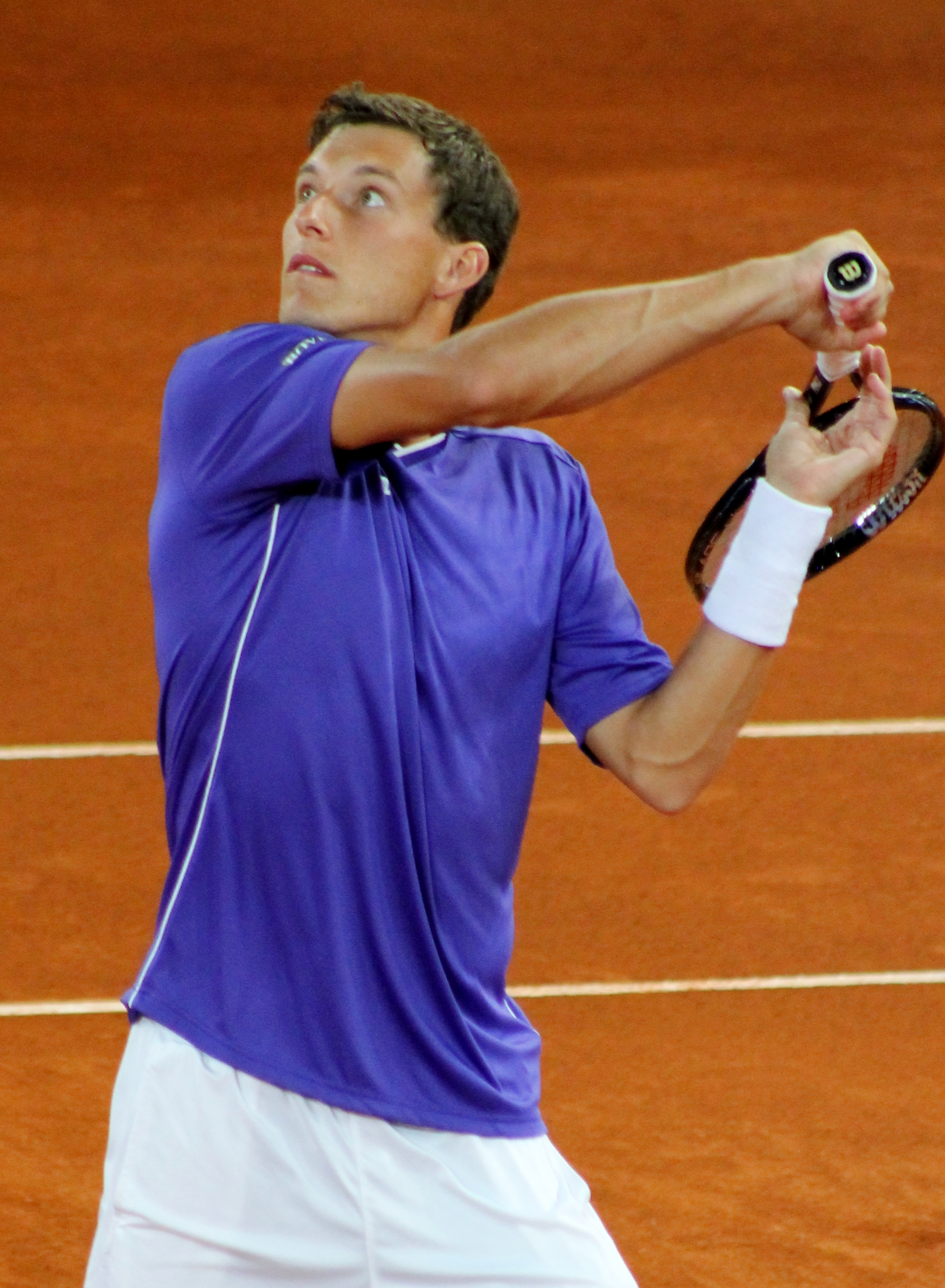
Carreño Busta en el Mutua Madrid Open 2014.

Su primera aparición en un torneo del circuito de la ATP fue en Barcelona en 2011, donde perdió en la primera ronda ante el francés Benoît Paire.
Al finalizar el año 2011 supo llegar a 18 finales individuales de torneos Futures ITF, y ganado once de ellas: una en 2009, una en 2010, tres en 2011 y seis en 2013. También ganó dos títulos ATP Challenger Series para terminar el año en el puesto n.º 136 del ranking ATP mundial.
Se perdió la mayor parte de la temporada 2012 debido a una lesión, requiriendo una cirugía en la espalda más tarde ese año.
Carreño volvió a la acción en el último tramo del año, después de cinco meses de recuperación, y jugó en cuatro torneos Futures para acabar el año. Terminó el año con un ranking de individuales n.º 715.
Después de un buen comienzo para los tres primeros meses de 2013, ganando 42 de los 43 partidos en el circuito ITF, Carreño entró en la fase de clasificación del Torneo de Casablanca que se disputó en abril, en Marruecos. Ganó su tres partidos de clasificación, y en primera ronda venció al dos veces campeón de este torneo, el español Pablo Andújar, por 6-4, 2-6, 6-3. En segunda ronda cae derrotado ante el sudafricano Kevin Anderson eventual finalista del torneo.
Más tarde participó en el torneo ATP de Oeiras, donde eliminó a Julien Benneteau, a David Goffin y a Fabio Fognini, en semifinales perdió contra Stanislas Wawrinka, hasta el momento, ha sido su mejor resultado en torneos ATP.
Carreño participó en su primer torneo de Grand Slam al presentarse en la fase de clasificación de Roland Garros, derrotando al alemán Dominik Meffert por 7-6(9) y 7-5, al brasileño y favorito n.º9 João Souza por 6-1, 2-6 y 6-1 y al francés Vincent Millot por 6-0 y 6-4. En la primera ronda del cuadro principal se enfrentó al suizo Roger Federer pero cayó derrotado por 2-6, 2-6 y 3-6.
En el mes de agosto, se consagró campeón del Challenger de Segovia 2013 tras vencer en la final al francés Albano Olivetti por 6-4 y 7-6(2). Dos semanas después de su victoria en Segovia se hizo con la victoria en el Challenger de Cordenons 2013 tras vencer en la final al también francés Gregoire Burquier por un doble 6-4 en una hora y diecisiete minutos de partido.  El tenista asturiano prolongó en Italia su año triunfal, al ganar el Challenger de Como 2013, su tercer torneo Challenger consecutivo, el cuarto que logra en 2013. Carreño se impuso en la final al austriaco Dominic Thiem, por 6-2, 5-7 y 6-0 en una hora y 44 minutos.
En el 2014, Pablo Carreño Busta, siguió su dominio en finales del circuito ATP Challenger Series, tras derrotar al argentino Facundo Bagnis por 4-6, 6-4, 6-1 para el título en Caltanissetta. Carreño mejoró su marca perfecta a 7-0 en finales, logrando su quinta corona en los últimos 12 meses. El español, que terminó 2013 con marca de 34-8 en el circuito, disputó su primer torneo Challenger del año. Y a la semana siguiente en Marruecos, en el Challenger de Mohammedía 2014 volvía a disputar otra final íntegramente española con la victoria de un Pablo Carreño que confirmaba su condición de primer cabeza de serie ante Daniel Muñoz de la Nava, logrando su segundo título consecutivo de la temporada tras ganar la semana anterior en Caltanissetta. El asturiano completa un pleno de victorias en finales Challenger tras haber ganado las ocho que ha disputado a lo largo de su carrera.

### 2016: Primeros títulos ATP
En 2016 finalmente emerge y confirma su talento este año, después de haber logrado ganar su primer torneo en dobles en Quito con Guillermo Durán, batiendo a los cabezas de serie N°2 y N°3. Luego también en dobles, llega a la final en el ATP 500 de Río de Janeiro con David Marrero pero pierde (5)6-7 y 1-6 contra el par colombiano Juan Sebastián Cabal y Robert Farah, después de haber vencido a los cabeza de series número 1 en las semifinales. La semana siguiente, alcanzó la final nuevamente en São Paulo tanto en dobles, como en singles por primera vez en su carrera, superando solo a los españoles: Albert Ramos-Viñolas (0-6, 6-4, 7-6), Daniel Gimeno-Traver (6-2, 3-6, 6-3) y luego Roberto Carballés Baena (6-0, 6-3) en el cuarto y finalmente Íñigo Cervantes (6-1, 6-1) en las semifinales, pierde la final ante el uruguayo Pablo Cuevas por (4)6-7 y 3-6.
En abril, Carreño Busta alcanzó su segunda final ATP en ATP de Estoril después de derrotar a Benoît Paire. Fue derrotado en la final por su compatriota Nicolás Almagro. En agosto, ganó su primer título de individuales ATP en el Winston-Salem Open, derrotando a su compatriota Roberto Bautista en la final.
llegó a su segunda final de la temporada en individuales, derrotando a Fernando Verdasco y Taro Daniel en dos sets, luego en los cuartos de final a Gilles Simon (6-3, 6-4), y en las semifinales al francés Benoît Paire (6-3, 6-3) en juegos controlados y sin perder el set En una final de casi tres horas contra Nicolás Almagro, finalmente se inclinó por 7-6(6), (5)6-7 y 3-6.
Antes del último Grand Slam del año, participó en el Winston Salem. Derrota a Jan-Lennard Struff (6-4, 7-5), y luego se venga de la derrota en Sao Paulo contra Pablo Cuevas al ganar en dos sets (6-3, 7-6(1). Continuó su carrera en cuartos contra Andrey Kuznetsov (6-3, 6-4) y en semifinales ante John Millman por 6-4 y 7-6 en una hora y 45 minutos. En la final, en un partido apretado después de un primer set de una hora, Pablo Carreño-Busta finalmente ganó (6)6-7, 7-6(4) y  6-4 después de dos horas y 33 minutos. Ganó su primer título ATP a los 25 años. Ascendió al puesto 39.º en singles, su mejor posición en ese entonces.

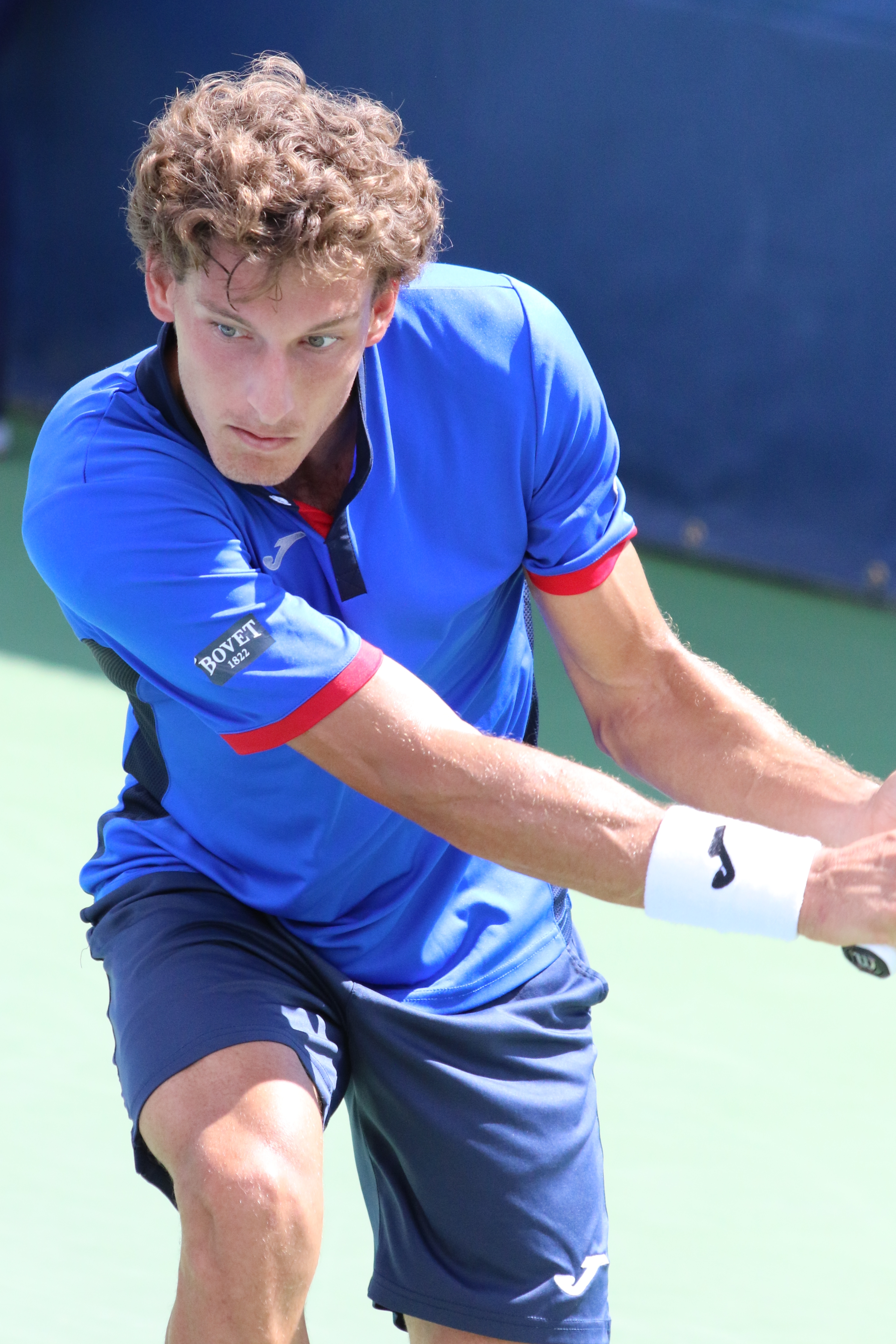
Carreño en el US Open 2016 llegó a su primera final de Grand Slam en la modalidad de dobles junto con Guillermo García López perdiendo contra Jamie Murray y Bruno Soares

En el Abierto de Estados Unidos, llegó por segunda vez en su carrera la tercera ronda, superando Janko Tipsarević en cinco sets después de ir dos sets a cero arriba, antes de perder en cuatro sets contra el austriaco Dominic Thiem. En el dobles, con su compatriota Guillermo García-López, se clasificó por primera vez a la final de un torneo de Grand Slam, superando  los españoles Feliciano López y Marc López (6-3, 7-6(4) en semifinales en una hora y 29 minutos, en la final pierden por 2-6 y 3-6 Jamie Murray y Bruno Soares.
En el continente asiático en el ATP de Pekín, llega a los cuartos de final tras derrotar al australiano Bernard Tomic fácilmente, en segunda ronda a Richard Gasquet (5-7, 6-4, 6-1) antes de perder contra Milos Raonic en dos sets. emparejado con Nadal, vencieron a Rohan Bopanna y Daniel Nestor en la primera ronda, luego a Mike Bryan y Bob Bryan (7-5, 6-4), antes de ganar la final ((6)6-7, 6-2 y 10-8 en un partido contra Jack Sock y Bernard Tomic, ganando su segundo título de dobles de la temporada y su carrera
En octubre, ganó el ATP de Moscú al derrotar a Fabio Fognini (4-6, 6-3, 6-2), ganando en esta vez su segundo título en singles sobre dura durante su décima final del año, combinando individual y doble. Confirma su buen rendimiento en superficie dura y sube al 32.º del mundo.

### 2017: Tercer título ATP y Semifinal en Abierto de Estados Unidos
Después de una aparición de cuartos de final en Sídney (Cayó ante Andréi Kuznetsov por 2-6, 6-4, 6-1), en el Abierto de Australia comienza venciendo a Peter Polansky que apenas juega cinco juegos antes de retirarse, en segunda ronda vence fácilmente a Kyle Edmund (6-2, 6-4, 6-2), pero después perdió en la tercera ronda (Siendo la primera vez que supera la 1.ª ronda en Melbourne tras 3 intentos fallidos) contra el uzbeko Denis Istomin, verdugo de Djokovic en la ronda anterior por 4-6, 6-4, 4-6, 6-4, 2-6. En el dobles jugó con su compatriota Guillermo García-López, vencieron a la pareja española Feliciano López y Marc López por 7-66, 6-4) en octavos de final después, después vencieron a las sorpresas Alex Bolt y Bradley Mousley por 7-64, 4-6, 6-3 para llegar a semifinales. Sin embargo, pierden contra Bob y Mike Bryan por 7-61 y 6-3 en una hora y media.
En febrero, juega los Octavos de final de la Copa Davis contra Croacia en Osijek bajó Pista dura jugó 2 partidos en el triunfo español por 3-2 el primero sobre Franko Škugor por 3-6, 6-3, 6-4, 4-6, 7-66 y cerró la serie en el quinto punto ante Nikola Mektić por 66-7, 1-6, 4-6, después juega la gira de tierra batida sudamericana en Buenos Aires perdiendo ante el eventual campeón Alexandr Dolgopolov por 7-5, 6-2 en las semifinales. La semana siguiente, jugó en Río de Janeiro, llegó a la final en dobles con Pablo Cuevas donde vencieron al par colombiano Juan Sebastián Cabal y Robert Farah por 6-4, 5-7 y 10-8 (tomando venganza de la derrota del año anterior). En individuales, derrotó al local João Souza (6-3, 6-2) en la primera ronda, Víctor Estrella (6-2, 4-6, 6-2) en la segunda ronda, y luego a Alexandr Dolgopolov (7-64, 26-7, 1-0 ab.) después de que este se retirará. En las semifinales, venció a la esperanza noruega Casper Ruud por 2-6, 7-5, 6-0 para jugar su primera final ATP 500 donde se enfrentaría al 8.º mundial Dominic Thiem perdiendo por 7-5, 6-4 jugando su tercera final en tierra batida en singles. Terminó jugando el ATP 250 de Sao Paulo, cayendo ante Pablo Cuevas por 6-3, 7-6 en semifinales, su compañero de dobles, el dos veces defensor y eventual campeón.
En el Masters de Indian Wells, hereda un cuadro muy abierto tras las caídas prematura de Andy Murray y Jo-Wilfried Tsonga para llegar por primera vez en su carrera a las semifinales de un Masters 1000 tras vencer a Peter Gojowczyk, Roberto Bautista, Dusan Lajović, en cuartos de final derrotó al uruguayo Pablo Cuevas por 6-1, 3-6, 7-64 en dos horas y media salvando dos puntos de partido. Perdió en las semifinales contra el 3 del mundo Stan Wawrinka por un contundente 3-6 y 2-6 en apenas una hora. Tras esta gran semana mejora su ranking al ingresar por primera vez en el top 20 del mundo al alcanzar el puesto 19, quedó eliminado en la seunda ronda de Miami tras caer ante Federico Delbonis por 6-1, 5-7 y 2-6.
Comenzó abril jugando los Cuartos de final de la Copa Davis contra Serbia del 7 al 9 de abril en Belgrado sobre Pista dura y jugó 2 partidos (1 en singles y otro en dobles) ambas siendo derrotas, el de individuales contra Viktor Troicki por 6-3, 6-4, 6-3 y el de dobles contra Troicki y Nenad Zimonjić por 4-6, 7-64, 6-4, 4-6, 6-2 junto a Feliciano López, comenzó la gira de tierra batida europea en el Masters de Montecarlo derrotando en un trabajado partido a Fabio Fognini por 7-6, 6-7, 6-3, luego venció a Karén Jachánov por doble 6-4 antes de caer por 2-6, 6-4, 4-6 ante el 2 del mundo Novak Djokovic en octavos de final. Apenas sin descanso jugó la semana siguiente en Barcelona llegó a tercera ronda tras vencer a Andreas Seppi por 6-4, 6-2 después caería ante el Lucky Loser Yuichi Sugita por doble 6-3. Después jugó en Estoril como cabeza de serie 1 llega a la final tras superar a sus compatriotas Tommy Robredo (7-65, 7-5), Nicolás Almagro (6-2, 6-4) y David Ferrer (6-3, 6-3). En la final vence a Gilles Müller por 6-2 y 7-65, ganando el tercer título de su carrera y el primero en arcilla.
Tras estos buenos resultados perdió en la primera ronda en Madrid y en segunda ronda en Roma. En Roland Garros mejoró sus resultados acorde a los últimos dos torneos tras vencer a Florian Mayer (6-4, 6-2, 6-2) y Taro Daniel (7-5, 6-4, 4-6, 6-0) en las dos primeras rondas, en tercera ronda derrotó al cabeza de serie 11 y 13.º Mundial Grigor Dimitrov en sets corridos por 7-5, 6-3, 6-4 clasificándose a la segunda semana, en octavos de final logró su primer triunfo sobre un Top 10, el canadiense Milos Raonic (6.º Mundial) en cinco sets por 4-6, 7-62 66-7, 6-4 y 8-6 después de 4 horas y 17 minutos luego de salvar 6 puntos de partido, en cuartos de final cayó ante su compatriota Rafael Nadal se retiró tras ir 6-2 y 2-0 abajo en 51 minutos debido a una lesión abdominal.
Se saltó toda la temporada sobre césped debido a su lesión abdominal. Regresa al circuito en Cincinnati y se clasificó para los octavos de final tras superar fácilmente a Paolo Lorenzi (6-3, 6-3) y Mischa Zverev (6-3, 7-62) antes de caer contra su compatriota David Ferrer por doble 6-4 quien jugó a un excelente nivel en este torneo. Luego comienza el US Open como cabeza de serie 12, donde clasifica fácilmente a cuarta ronda sin tener ninguna adversidad en su camino y vence a tres clasificados Evan King, Cameron Norrie y Nicolas Mahut, mientras disfruta de un cuadro muy abierto para ser un Grand Slam tras la caída de Alexander Zverev y Marin Čilić prematuramente, en 4.ª ronda de final vence al joven canadiense de 18 años Denis Shapovalov (Proveniente de la fase de clasificación también) por triple 7-6 en 2 horas y 54 minutos para clasificar a su 2.º cuartos de final y también convirtiéndose en el primero en llegar a cuartos sin derrotar a ningún jugador preclasificado en la Era Abierta. En cuartos supera al cabeza de serie número 29, Diego Schwartzman por 6-4, 6-4, 6-2 en 1 hora y 58 minutos para alcanzar las semifinales en Flushing Meadows, el primero de su carrera en Grand Slam sin perder un solo set. Por un lugar en la final, se enfrenta al sudafricano Kevin Anderson, cabeza de serie 28 y cae por 6-4, 5-7, 3-6, 4-6 en 2 horas 54 minutos quien le niega la oportunidad de jugar su primera final de Grand Slam.
Después de su semifinal en el Abierto de Estados Unidos, ingresó por primera vez en el top 10 del Ranking ATP ocupando el 10.º lugar. También se pone en la carrera por el Masters de Londres ocupando el séptimo lugar. Pero en el Masters de París-Bercy, fue eliminado en la segunda ronda por el francés Nicolas Mahut por 6-4, 6-1 y terminó siendo superado por Jack Sock (8° Lugar), eventualmente termina en el décimo lugar en la Carrera a Londres y clasifica al Masters como primer sustituto. Tras el retiró de Rafael Nadal después de su primer partido, participó en la competencia, pero pierde cada uno de sus dos juegos en reemplazó de su compatriota. En su primer partido pierde contra Dominic Thiem por 3-6, 6-3, 4-6 en 2 horas 6 minutos y luego ante Grigor Dimitrov por doble 6-1 en exactamente una hora. quedando eliminado del Masters.
Carreño Busta terminó el año en el top 10, mucho mejor que el año anterior (30.º).

### 2018
Comenzó el 2018 en el Abierto de Australia con un triunfo en cuatro sets ante el Will Card Jason Kubler y después avanzó a tercera ronda tras el abandono de Gilles Simon, ahí venció a Gilles Müller en un trabajado partido por 7-64, 4-6, 7-5, 7-5 en un encuentro apretado y de 3 horas 27 minutos, en cuarta ronda es derrotado ante el eventual finalista Marin Čilić por 7-62, 3-6, 06-7 y 36-7.
En febrero, disputa los Octavos de final de la Copa Davis en Gran Bretaña y él jugó un solo punto en el triunfo por 3-1, el dobles junto con Feliciano López derrotaron a la pareja británica de Dominic Inglot y Jamie Murray por doble 6-4 y 7-6.
En marzo, juega los dos primeros Masters 1.000, en Indian Wells llega a octavos de final tras superar a Horacio Zeballos y Daniil Medvedev antes de perder en un gran partido en el Tie-Break del tercer set contra el 9.º del mundo Kevin Anderson por 4-6, 6-3, 7-6. Luego en Miami llega a cuartos de final tras vencer a Denis Istomin, Steve Johnson y Fernando Verdasco en sets corridos; antes de tomar venganza sobre Kevin Anderson ganando por 6-4, 5-7, 7-66 el entonces 8.º del mundo para alcanzar las semifinales después de 2 horas y 42 minutos de esfuerzo, además derrotando al sudafricano después de cuatro intentos fallidos, ahí caería ante el 5 del mundo Alexander Zverev por 7-64, 6-2 en una hora y media quedándose a las puertas de la final.
Comienza la gira de tierra batida europea en Barcelona tras ausentarse del Masters de Montecarlo, llegó a las semifinales tras vencer a los franceses Benoît Paire (6-3, 6-3) y Adrian Mannarino (6-2, 4-6, 7-66), en este último partido el español salvó tres puntos de partido; en cuartos de final venció al 5 del mundo Grigor Dimitrov por 6-3 y 7-64 en un polémico partido marcado por un problema en la muerte súbita; finalmente sería derrotado por el joven griego Stefanos Tsitsipas por 7-5, 6-3 en una hora 35 minutos. A la semana siguiente, perdió su título en Estoril contra Frances Tiafoe por 6-2, 6-3 en semifinales.
Comienza mayo jugando en el Masters de Madrid, caería de entrada ante Borna Ćorić por 6-4 y 6-3 en primera ronda, después en Roma alcanzó los cuartos de final tras vencer a Jared Donaldson, Steve Johnson y Aljaž Bedene a todos en tres sets antes de caer ante el 5 del mundo Marin Čilić por doble 6-3 acusando el desgaste de los tres partidos anteriores. Por último, en Roland Garros, llegó a la tercera ronda tras victorias sobre el clasificado Jozef Kovalík y Federico Delbonis en cuatro sets, cayó ante la sorpresa del torneo Marco Cecchinato (semifinalista del torneo) por 2-6, 7-6, 6-3 y 6-1.

### 2021
El 31 de julio de 2021, ganó la medalla de bronce en los Juegos Olímpicos de Tokio 2020 tras superar a Novak Djokovic por 6-4, 6-7(6), 6-3 en un extraordinario partido contra el entonces número 1 del mundo.

### 2022
En el mes de agosto de 2022, Pablo Carreño logró el título más importante de su trayectoria profesional en el Master 1000 de Montreal. Por el camino, le tocó eliminar a grandes raquetas del circuito como Matteo Berrettini, Jannik Sinner o Daniel Evans. En la final, tuvo que batallar con el Top-10 Hubert Hurkacz.

## Títulos de Grand Slam

### Dobles

#### Finalista (1)
| Año  | Torneo             | Pareja                 | Oponentes en la final     | Resultado |
| 2016 | Abierto de EE. UU. | Guillermo García López | Jamie Murray Bruno Soares | 2-6, 3-6  |

## Juegos Olímpicos

### Individual

#### Medalla de bronce
| Año  | Sede       | Oponente en la final | Resultado        |
| 2021 | Tokio 2020 | Novak Djokovic       | 6-4, 6-7(6), 6-3 |

## Títulos ATP  (11; 7+4)

### Individual (7)
| Leyenda                         |
| Grand Slam (0)                  |
| ATP World Tour Finals (0)       |
| ATP Masters 1000 World Tour (1) |
| ATP World Tour 500 series (1)   |
| ATP World Tour 250 series (5)   |

| n.º | Fecha                    | Torneo        | Superficie    | Oponente en la final | Resultado           |
| --- | ------------------------ | ------------- | ------------- | -------------------- | ------------------- |
| 1.  | 27 de agosto de 2016     | Winston-Salem | Dura          | Roberto Bautista     | 6-7(6), 7-6(1), 6-4 |
| 2.  | 23 de octubre de 2016    | Moscú         | Dura (i)      | Fabio Fognini        | 4-6, 6-3, 6-2       |
| 3.  | 7 de mayo de 2017        | Estoril       | Tierra batida | Gilles Müller        | 6-2, 7-6(5)         |
| 4.  | 29 de septiembre de 2019 | Chengdú       | Dura          | Aleksandr Búblik     | 6-7(5), 6-4, 7-6(3) |
| 5.  | 11 de abril de 2021      | Marbella      | Tierra batida | Jaume Munar          | 6-1, 2-6, 6-4       |
| 6.  | 18 de julio de 2021      | Hamburgo      | Tierra batida | Filip Krajinović     | 6-2, 6-4            |
| 7.  | 14 de agosto de 2022     | Montreal      | Dura          | Hubert Hurkacz       | 3-6, 6-3, 6-3       |

#### Finalista (5)
| n.º | Fecha                    | Torneo         | Superficie    | Oponente en la final | Resultado           |
| --- | ------------------------ | -------------- | ------------- | -------------------- | ------------------- |
| 1.  | 28 de febrero de 2016    | São Paulo      | Tierra batida | Pablo Cuevas         | 6-7(4), 3-6         |
| 2.  | 1 de mayo de 2016        | Estoril        | Tierra batida | Nicolás Almagro      | 7-6(6), 6-7(5), 3-6 |
| 3.  | 26 de febrero de 2017    | Río de Janeiro | Tierra batida | Dominic Thiem        | 5-7, 4-6            |
| 4.  | 26 de septiembre de 2021 | Metz           | Dura (i)      | Hubert Hurkacz       | 6-7(2), 3-6         |
| 5.  | 24 de abril de 2022      | Barcelona      | Tierra batida | Carlos Alcaraz       | 3-6, 2-6            |

### Dobles (4)
| Leyenda                   |
| Grand Slam (0)            |
| ATP World Tour Finals (0) |
| ATP Masters 1000 (1)      |
| ATP World Tour 500 (2)    |
| ATP World Tour 250 (1)    |

| n.º | Fecha                 | Torneo         | Superficie    | Pareja          | Oponentes en la final             | Resultado           |
| --- | --------------------- | -------------- | ------------- | --------------- | --------------------------------- | ------------------- |
| 1.  | 6 de febrero de 2016  | Quito          | Tierra batida | Guillermo Durán | Thomaz Bellucci Marcelo Demoliner | 7-5, 6-4            |
| 2.  | 9 de octubre de 2016  | Pekín          | Dura          | Rafael Nadal    | Jack Sock Bernard Tomic           | 6-7(6), 6-2, [10-8] |
| 3.  | 25 de febrero de 2017 | Río de Janeiro | Tierra batida | Pablo Cuevas    | Juan Sebastián Cabal Robert Farah | 6-4, 5-7, [10-8]    |
| 4.  | 29 de agosto de 2020  | Cincinnati     | Dura          | Álex de Miñaur  | Jamie Murray Neal Skupski         | 6-2, 7-5            |

#### Finalista (5)
| n.º | Fecha                    | Torneo            | Superficie        | Pareja                 | Oponentes en la final             | Resultado        |
| --- | ------------------------ | ----------------- | ----------------- | ---------------------- | --------------------------------- | ---------------- |
| 1.  | 21 de febrero de 2016    | Río de Janeiro    | Tierra batida     | David Marrero          | Juan Sebastián Cabal Robert Farah | 6-7(5), 1-6      |
| 2.  | 28 de febrero de 2016    | São Paulo         | Tierra batida (i) | David Marrero          | Julio Peralta Horacio Zeballos    | 6-4, 1-6, [5-10] |
| 3.  | 10 de septiembre de 2016 | Abierto de EE.UU. | Dura              | Guillermo García López | Jamie Murray Bruno Soares         | 2-6, 3-6         |
| 4.  | 2 de octubre de 2016     | Chengdú           | Dura              | Mariusz Fyrstenberg    | Raven Klaasen Rajeev Ram          | 6-7(2), 5-7      |
| 5.  | 20 de mayo de 2018       | Roma              | Tierra batida     | João Sousa             | Juan Sebastián Cabal Robert Farah | 6-3, 4-6, [4-10] |

## ATP Challenger

### Individuales (13)
| n.º | Fecha      | Torneo                      | Superficie    | Rival en la final       | Resultado        |
| --- | ---------- | --------------------------- | ------------- | ----------------------- | ---------------- |
| 1.  | 29.05.2011 | Challenger de Alessandria   | Tierra batida | Roberto Bautista        | 3-6, 6-3, 7-5    |
| 2.  | 04.09.2011 | Challenger de Como (1)      | Tierra batida | Andreas Beck            | 6-4, 7-6(4)      |
| 3.  | 22.06.2013 | Challenger de Tánger        | Tierra batida | Mikhail Kukushkin       | 6-2, 4-1, ret.   |
| 4.  | 04.08.2013 | Challenger de Segovia       | Dura          | Albano Olivetti         | 6-4, 7-6(2)      |
| 5.  | 18.08.2013 | Challenger de Cordenons     | Tierra batida | Grégoire Burquier       | 6-4, 6-4         |
| 6.  | 01.09.2013 | Challenger de Como (2)      | Tierra batida | Dominic Thiem           | 6-2, 5-7, 6-0    |
| 7.  | 15.06.2014 | Challenger de Caltanissetta | Tierra batida | Facundo Bagnis          | 4-6, 6-4, 6-1    |
| 8.  | 21.06.2014 | Challenger de Mohammedía    | Tierra batida | Daniel Muñoz de la Nava | 7-6(2), 2-6, 6-2 |
| 9.  | 13.09.2014 | Challenger de Sevilla       | Tierra batida | Taro Daniel             | 6-4, 6-1         |
| 10. | 21.06 2015 | Challenger de Perugia       | Tierra batida | Matteo Viola            | 6-2, 6-2         |
| 11. | 19.07.2015 | Challenger de Poznan        | Tierra batida | Radu Albot              | 6-4, 6-4         |
| 12. | 09.02.2025 | Challenger de Tenerife      | Dura          | Alejandro Moro Cañas    | 6-3, 6-2         |
| 13. | 16.02.2025 | Challenger de Tenerife II   | Dura          | Filip Misolic           | 6-3, 6-2         |

## Clasificación histórica

### Individuales
| Grand Slams                 |                 |                 |                 |                 |                 |                 |               |                 |                 |                 |                 |                 |               |             |
| Abierto de Australia        | A               | A               | A               | 1R              | 1R              | 1R              | 3R            | 4R              | 4R              | 3R              | 3R              | 4R              | 2R            | 16–10       |
| Roland Garros               | A               | A               | 1R              | 1R              | 2R              | 2R              | CF            | 3R              | 3R              | CF              | 4R              | 1R              | A             | 17–10       |
| Wimbledon                   | A               | A               | A               | 1R              | 1R              | 1R              | A             | 1R              | 1R              | ND              | 1R              | 1R              |               | 0–7         |
| Abierto de EE. UU.          | A               | A               | A               | 3R              | 2R              | 3R              | SF            | 2R              | 3R              | SF              | 1R              | 4R              |               | 21–9        |
| Ganados-Perdidos            | 0–0             | 0–0             | 0–1             | 2–4             | 2–4             | 3–4             | 11–3          | 6–4             | 7–4             | 11–3            | 5–4             | 6–4             | 1-1           | 54–36       |
| Torneos de final de año     |                 |                 |                 |                 |                 |                 |               |                 |                 |                 |                 |                 |               |             |
| ATP Finals                  | No se clasificó | No se clasificó | No se clasificó | No se clasificó | No se clasificó | No se clasificó | RR            | No se clasificó | No se clasificó | No se clasificó | No se clasificó | No se clasificó |               | 0–2         |
| ATP World Tour Masters 1000 |                 |                 |                 |                 |                 |                 |               |                 |                 |                 |                 |                 |               |             |
| Indian Wells                | A               | A               | A               | 1R              | 1R              | 2R              | SF            | 4R              | A               | ND              | 3R              | 2R              | A             | 7–7         |
| Miami                       | A               | A               | A               | 1R              | 1R              | 1R              | 2R            | SF              | A               | ND              | A               | 3R              | A             | 5–6         |
| Montecarlo                  | A               | A               | A               | 3R              | 1R              | 2R              | 3R            | A               | A               | ND              | 3R              | 3R              | A             | 9–6         |
| Madrid                      | A               | A               | A               | 1R              | A               | 2R              | 1R            | 1R              | 1R              | ND              | 1R              | 1R              | A             | 1–7         |
| Roma                        | A               | A               | A               | 1R              | Q1              | A               | 2R            | CF              | 1R              | 2R              | 2R              | 2R              | A             | 6–6         |
| Canadá                      | A               | A               | A               | A               | A               | A               | 2R            | 2R              | A               | ND              | A               | 'G'             |               | 8–2         |
| Cincinnati                  | A               | A               | A               | A               | A               | 1R              | 3R            | CF              | 3R              | 2R              | CF              | 1R              |               | 10–7        |
| Shanghái                    | A               | A               | A               | A               | A               | 1R              | 2R            | 1R              | 2R              | No disputado    | No disputado    | No disputado    |               | 1–4         |
| París                       | A               | A               | Q2              | A               | 1R              | 2R              | 2R            | 1R              | A               | CF              | 2R              | 3R              |               | 5–6         |
| Ganados-Perdidos            | 0–0             | 0–0             | 0–0             | 2–5             | 0–4             | 4–7             | 9–9           | 13–8            | 3–4             | 4–3             | 7–5             | 12–7            |               | 54–52       |
| Torneos ATP 500             |                 |                 |                 |                 |                 |                 |               |                 |                 |                 |                 |                 |               |             |
| Róterdam                    | A               | A               | A               | A               | A               | A               | A             | A               | A               | SF              | A               | A               | 1R            | 3-2         |
| Río de Janeiro              | Inexistente     | Inexistente     | Inexistente     | 1R              | 2R              | 1R              | F             | 2R              | A               | A               | ND              | 2R              | A             | 6-6         |
| Dubai                       | A               | A               | A               | A               | A               | A               | A             | A               | A               | 1R              | 2R              | A               | A             | 0-2         |
| Acapulco                    | A               | A               | A               | A               | A               | A               | A             | A               | A               | A               | A               | 2R              | A             | 1-1         |
| Barcelona                   | 1R              | A               | 2R              | 1R              | 1R              | 2R              | 3R            | SF              | 2R              | ND              | SF              | F               | A             | 13-10       |
| Halle                       | A               | A               | A               | A               | A               | A               | A             | A               | A               | ND              | A               | CF              |               | 2-1         |
| Hamburgo                    | A               | A               | A               | 1R              | A               | A               | A             | CF              | SF              | A               | 'G'             | 2R              |               | 2-4         |
| Pekín                       | A               | A               | Q1              | A               | A               | CF              | 1R            | A               | A               | No disputado    | No disputado    | No disputado    |               | 2-2         |
| Tokio                       | A               | A               | A               | A               | A               | A               | A             | A               | 1R              | ND              | ND              | A               |               | 0-1         |
| Valencia                    | A               | A               | 1R              | CF              | 250             | Descontinuado   | Descontinuado | Descontinuado   | Descontinuado   | Descontinuado   | Descontinuado   | Descontinuado   | Descontinuado | 2-2         |
| Viena                       | A               | A               | A               | A               | A               | A               | 2R            | A               | CF              | 2R              | 1R              | A               |               | 4-3         |
| Basilea                     | A               | A               | A               | A               | A               | 2R              | A             | A               | A               | ND              | ND              | CF              |               | 3-2         |
| Ganados-Perdidos            | 0–1             | 0-0             | 1-2             | 2-4             | 1-2             | 4-4             | 6-4           | 6-3             | 5-4             | 4-3             | 7-3             | 10-6            | 0-1           | 46-41       |
| Torneos ATP 250             |                 |                 |                 |                 |                 |                 |               |                 |                 |                 |                 |                 |               |             |
| Doha                        | A               | A               | A               | A               | A               | 1R              | A             | 1R              | A               | A               | A               | A               | A             | 0-2         |
| Adelaida                    | Inexistente     | Inexistente     | Inexistente     | Inexistente     | Inexistente     | Inexistente     | Inexistente   | Inexistente     | Inexistente     | CF              | ND              | A               | 2R            | 1-2         |
| Chennai / Pune              | A               | A               | A               | 1R              | 2R              | A               | A             | A               | A               | A               | ND              | A               | A             | 1-2         |
| Auckland                    | A               | A               | A               | 1R              | 2R              | A               | A             | A               | CF              | A               | ND              | ND              | A             | 2-3         |
| Sidney                      | A               | A               | A               | A               | A               | A               | CF            | A               | A               | A               | ND              | ND              | A             | 1-1         |
| Córdoba                     | Inexistente     | Inexistente     | Inexistente     | Inexistente     | Inexistente     | Inexistente     | Inexistente   | Inexistente     | 2R              | A               | A               | A               | A             | 0-1         |
| Viña del Mar / Santiago     | A               | A               | A               | 1R              | Descontinuado   | Descontinuado   | Descontinuado | Descontinuado   | Descontinuado   | A               | A               | A               | A             | 0-1         |
| Marbella                    | Descontinuado   | Descontinuado   | Descontinuado   | Descontinuado   | Descontinuado   | Descontinuado   | Descontinuado | Descontinuado   | Descontinuado   | Descontinuado   | 'G'             | Des.            | Des.          | 4-0         |
| Quito                       | Descontinuado   | Descontinuado   | Descontinuado   | Descontinuado   | A               | CF              | A             | 2R              | Descontinuado   | Descontinuado   | Descontinuado   | Descontinuado   | Descontinuado | 2-2         |
| Montpellier                 | ND              | Q3              | A               | A               | A               | A               | A             | A               | A               | 1R              | A               | A               | A             | 0-1         |
| Buenos Aires                | A               | A               | A               | 1R              | 1R              | 1R              | SF            | 2R              | A               | A               | A               | A               | A             | 2-5         |
| Sao Paulo                   | A               | A               | A               | A               | 1R              | F               | SF            | A               | A               | Descontinuado   | Descontinuado   | Descontinuado   | Descontinuado | 7-3         |
| Casablanca / Marrakech      | Q2              | A               | 2R              | CF              | 1R              | CF              | A             | A               | A               | ND              | ND              | A               | A             | 5-4         |
| Estoril/Oeiras              | Q3              | A               | SF              | 2R              | SF              | F               | 'G'           | SF              | 1R              | ND              | A               | A               | A             | 17-6        |
| Düsseldorf                  | Inexistente     | Inexistente     | A               | 1R              | Descontinuado   | Descontinuado   | Descontinuado | Descontinuado   | Descontinuado   | Descontinuado   | Descontinuado   | Descontinuado   | Descontinuado | 0-1         |
| Ginebra                     | Challenger      | Challenger      | Challenger      | Challenger      | A               | CF              | A             | A               | A               | ND              | A               | A               | A             | 2-1         |
| Niza / Lyon                 | A               | A               | A               | A               | 2R              | A               | A             | A               | A               | ND              | A               | 2R              | A             | 1-2         |
| Antalya                     | Inexistente     | Inexistente     | Inexistente     | Inexistente     | Inexistente     | Inexistente     | A             | A               | SF              | ND              | A               | ND              |               | 2-1         |
| Nottingham                  | ND              | ND              | ND              | ND              | 1R              | 2R              | Challenger    | Challenger      | Challenger      | Challenger      | Challenger      | Challenger      | Challenger    | 0-2         |
| Mallorca                    | Descontinuado   | Descontinuado   | Descontinuado   | Descontinuado   | Descontinuado   | Descontinuado   | Descontinuado | Descontinuado   | Descontinuado   | Descontinuado   | SF              | 2R              |               | 2-2         |
| Bastad                      | A               | A               | A               | CF              | A               | A               | 2R            | CF              | 1R              | ND              | A               | SF              |               | 7-5         |
| Umag                        | A               | A               | A               | CF              | 1R              | CF              | A             | A               | A               | ND              | A               | A               |               | 4-3         |
| Gstaad                      | A               | A               | A               | A               | CF              | A               | A             | A               | A               | ND              | A               | A               |               | 2-1         |
| Kitzbühel                   | A               | A               | A               | 1R              | 1R              | A               | A             | A               | 1R              | A               | A               | A               |               | 0-3         |
| Los Cabos                   | Inexistente     | Inexistente     | Inexistente     | Inexistente     | Inexistente     | SF              | A             | A               | A               | ND              | A               | A               |               | 3-1         |
| Winston-Salem               | A               | A               | A               | 1R              | CF              | 'G'             | 2R            | SF              | CF              | ND              | CF              | A               |               | 15-6        |
| Metz                        | A               | A               | A               | A               | 1R              | A               | A             | A               | CF              | ND              | F               | A               |               | 5-3         |
| Sofía                       | Inexistente     | Inexistente     | Inexistente     | Inexistente     | Inexistente     | A               | A             | A               | A               | A               | A               | 2R              |               | 0-1         |
| Kuala Lumpur                | A               | A               | 2R              | A               | Descontinuado   | Descontinuado   | Descontinuado | Descontinuado   | Descontinuado   | Descontinuado   | Descontinuado   | Descontinuado   | Descontinuado | 1-1         |
| Chengdú                     | Inexistente     | Inexistente     | Inexistente     | Inexistente     | Inexistente     | 1R              | A             | A               | 'G'             | ND              | ND              | ND              |               | 0-1         |
| Gijón                       | Inexistente     | Inexistente     | Inexistente     | Inexistente     | Inexistente     | Inexistente     | Inexistente   | Inexistente     | Inexistente     | Inexistente     | Inexistente     | CF              | Des.          | 1-1         |
| Amberes                     | Inexistente     | Inexistente     | Inexistente     | Inexistente     | Inexistente     | A               | A             | A               | A               | 2R              | A               | A               |               | 0-1         |
| Estocolmo                   | Q1              | A               | 2R              | 1R              | 1R              | A               | A             | A               | SF              | ND              | A               | A               |               | 4-4         |
| Nápoles                     | Inexistente     | Inexistente     | Inexistente     | Inexistente     | Inexistente     | Inexistente     | Inexistente   | Inexistente     | Inexistente     | Inexistente     | Inexistente     | CF              |               | 1-1         |
| Moscú                       | A               | A               | A               | A               | A               | 'G'             | 1R            | A               | A               | ND              | A               | Des.            | Des.          | 5-1         |
| Valencia                    | ATP 500         | ATP 500         | ATP 500         | ATP 500         | 1R              | Descontinuado   | Descontinuado | Descontinuado   | Descontinuado   | Descontinuado   | Descontinuado   | Descontinuado   | Descontinuado | 0-1         |
| Ganados-Perdidos            | 0–0             | 0-0             | 6-4             | 7-12            | 11-15           | 29-11           | 9-5           | 6-6             | 15-9            | 1-3             | 11-3            | 5-6             | 0-1           | 100-75      |
| Representación Nacional     |                 |                 |                 |                 |                 |                 |               |                 |                 |                 |                 |                 |               |             |
| Juegos Olímpicos            | NC              | A               | No Celebrado    | No Celebrado    | No Celebrado    | A               | No Celebrado  | No Celebrado    | No Celebrado    | No Celebrado    | 'B'             | NC              | NC            | 5–1         |
| Copa Davis                  | A               | A               | A               | A               | A               | PO              | CF            | SF              | 'G'             | A               | RR              | CF              |               | 3–6         |
| ATP Cup                     | Inexistente     | Inexistente     | Inexistente     | Inexistente     | Inexistente     | Inexistente     | Inexistente   | Inexistente     | Inexistente     | A               | SF              | F               | ND            | 6–2         |
| Ganados-Perdidos            | 0–0             | 0–0             | 0–0             | 0-0             | 0–0             | 1–0             | 1–3           | 1–1             | 0–1             | 0–0             | 8–3             | 4–2             |               | 14–9        |
| Estadísticas                |                 |                 |                 |                 |                 |                 |               |                 |                 |                 |                 |                 |               |             |
|                             | 2011            | 2012            | 2013            | 2014            | 2015            | 2016            | 2017          | 2018            | 2019            | 2020            | 2021            | 2022            | 2023          | Totales     |
| Finales                     | 0               | 0               | 0               | 0               | 0               | 4               | 2             | 0               | 1               | 0               | 3               | 2               | 0             | 12          |
| Títulos                     | 0               | 0               | 0               | 0               | 0               | 2               | 1             | 0               | 1               | 0               | 2               | 1               | 0             | 7           |
| G-P                         | 0-1             | 0-0             | 7-7             | 13-25           | 14-25           | 41-26           | 36-26         | 31-22           | 30-22           | 20-12           | 38-18           | 37-25           | 1-3           | 268-212     |
| Ranking                     | 136             | 654             | 64              | 51              | 67              | 30              | 10            | 23              | 27              | 16              | 20              | 13              | 17            | $15,246,193 |

Leyenda
| G | F | SF | CF | #R | RR | C# | P# | NSC | NE | A | Z# | PO | O | P | B | ATP# | TI | TD | ND |

### Dobles
| Torneo           | 2014 | 2015 | 2016 | 2017 | G–P |
| ---------------- | ---- | ---- | ---- | ---- | --- |
| Australia Open   | 3r   | 2r   | 3r   | SF   | 9–4 |
| Roland Garros    | A    | 2r   | 2r   | 1r   | 2–3 |
| Wimbledon        | A    | 1r   | 1r   | A    | 0–2 |
| US Open          | 1r   | 1r   | F    | 1r   | 5–4 |
| Ganados–Perdidos | 2–2  | 2–4  | 8–4  | 4–3  |     |

## Ranking ATP al final de la temporada
| Año                     | 2009 | 2010 | 2011 | 2012 | 2013 | 2014 | 2015 | 2016 | 2017 | 2018 | 2019 | 2020 | 2021 | 2022 |
| Ranking en individuales | 513  | 334  | 136  | 654  | 64   | 51   | 67   | 30   | 10   | 23   | 27   | 16   | 20   | 13   |

## Copa Davis

### Ganados (1)
| Copa Davis 2019 | Rafael Nadal Feliciano López Marcel Granollers Pablo Carreño Roberto Bautista | RR: 2-1 RR: 3-0 CF: 2-1 SF: 2-1 FN: 2-0 |